# Buellia nashii
Buellia nashii är en lavart som beskrevs av Bungartz. Buellia nashii ingår i släktet Buellia och familjen Physciaceae.   Inga underarter finns listade i Catalogue of Life.